# Kaohsiung-Vorfall
Der Kaohsiung-Vorfall (高雄事件,  Gāoxióng Shìjiàn), auch als Formosa-Vorfall oder Meilidao-Vorfall (美麗島事件 / 美丽岛事件,  Měilìdǎo Shìjiàn) bekannt, ereignete sich während der diktatorischen Herrschaft der Kuomintang auf Taiwan am 10. Dezember 1979. Er schloss sich an eine prodemokratische Protestkundgebung in der Stadt Kaohsiung an. Der Vorfall führte zu einer Verhaftungswelle, von der fast alle namhaften Vertreter der Dangwai-Bewegung genannten Oppositionsbewegung betroffen waren. Der Vorfall bestärkte in der Bevölkerung langfristig die Unzufriedenheit mit den herrschenden politischen Verhältnissen und erhöhte auch außenpolitisch den Druck auf die Regierung. Der Vorfall wird heute als ein Wendepunkt auf dem Weg zur Demokratie in Taiwan bewertet.

## Hintergrund
Nach ihrer Niederlage im Chinesischen Bürgerkrieg hatte die Regierung der Republik China sich im Jahr 1949 mit ihren Truppen und Anhängern nach Taiwan zurückgezogen, wo die Regierungspartei Kuomintang (KMT) unter Präsident Chiang Kai-shek eine Einparteien-Diktatur errichtete. Die Insel war erst im Anschluss an die Kapitulation Japans 1945 nach 50-jähriger Fremdherrschaft wieder unter chinesische Kontrolle gekommen. Im Jahr 1947 war im Anschluss an den Zwischenfall vom 28. Februar das Kriegsrecht über die Insel verhängt worden. Oppositionsparteien waren verboten und es gab keine freien und allgemeinen Parlamentswahlen. Die einzige Möglichkeit zur politischen Betätigung außerhalb der KMT waren Wahlen auf unterstaatlicher Ebene. Mit der Zeit gewannen die politisch aktiven Personen außerhalb der KMT stärkeren Einfluss, unter anderem dank der Unterstützung aus der wachsenden Mittelschicht. Aus dieser Entwicklung entstand die „Dangwai-Bewegung“ (黨外運動 / 党外运动,  Dǎngwài  yùndòng – „Bewegung außerhalb der Partei“).
Bei den Provinz-, Kreis- und Stadtwahlen 1977 gewann die Dangwai-Bewegung etwa ein Fünftel der Mandate. Dieser Erfolg gab der Bewegung noch mehr Selbstvertrauen; auf der anderen Seite war der KMT-Regierung damit klar, dass man es allmählich mit einer ernsthaften Opposition zu tun hatte. Die KMT-Regierung unter Präsident Chiang Ching-Kuo, dem Sohn Chiang Kai-sheks reagierte, indem sie die Aussetzung lokaler Wahlen auf unbestimmte Zeit verkündete. Die Dangwai-Bewegung sah sich damit der Möglichkeit der politischen Einflussnahme beraubt und protestierte, jedoch vergeblich.
Als die KMT am 21. Januar 1979 Yu Deng-Fa, einen renommierten Veteranen der Dangwai-Bewegung, verhaftete, deutete die Opposition dies als Zeichen, dass das Regime entschlossen war, an Repression und Diktatur festzuhalten. Die Angehörigen der Bewegung beschlossen daher, ihren Protest künftig in Demonstrationen auf offener Straße zum Ausdruck zu bringen, was den Konflikt zwischen KMT und Dangwai-Bewegung zunehmend eskalieren ließ.

## Der Vorfall
Im Mai 1979 hatten Dangwai-Anhänger um den prominenten Oppositionellen Huang Hsin-chieh die Zeitschrift Formosa (美麗島 / 美丽岛,  Měilìdǎo) gegründet, mit dem Ziel, die Positionen der Opposition zu artikulieren und zu koordinieren. Im September 1979 erschien die erste Ausgabe mit einer Auflage von 25.000 Exemplaren, die schnell vergriffen waren. Bei der zweiten und dritten Auflage wurden an die 100.000 Exemplare verkauft, von der vierten Ausgabe mehr als 110.000. Die Polizei stand den Aktivitäten um die Zeitschrift vorerst abwartend gegenüber, war zum Beispiel bei Versammlungen anwesend, griff aber nicht ein. Ermutigt durch die Zurückhaltung der Staatsmacht und die immer größere Unterstützung durch die Öffentlichkeit beschloss die Dangwai-Bewegung schließlich, am 10. Dezember 1979, dem internationalen Tag der Menschenrechte, in Kaohsiung eine öffentliche Kundgebung zu veranstalten, um mehr Demokratie zu fordern.
Das Kaohsiunger Büro der Zeitschrift beantragte die Genehmigung der Veranstaltung zweimal vergeblich. Schließlich beschlossen die Organisatoren, die Veranstaltung auch ohne Genehmigung der Behörden vor ihrem Kaohsiunger Büro durchzuführen.
Am Vortag der Veranstaltung, dem 9. Dezember, wurden zwei Werbeautos, die für die Veranstaltung warben, von der Polizei angehalten, zwei Freiwillige verhaftet und geschlagen, was die Dangwai und ihre Sympathisanten zu einem spontanen Protest vor der Polizeistation im Kaohsiunger Stadtteil Gushan antrieb. Die Empörung über das Vorgehen der Behörden veranlasste viele Menschen am nächsten Tag an der Demonstration teilzunehmen.
Öffentliche Äußerungen von Unzufriedenheit waren in Taiwan nach wie vor verboten. Am 10. Dezember hatten sich schon Stunden vor Beginn der geplanten Veranstaltung Militär- und Stadtpolizei in Stellung gebracht. Nachdem sich am Abend eine Zahl von Demonstranten in einem Fackelzug versammelt hatte, rückte die Militärpolizei geschlossen gegen sie vor und drängte sie zusammen, um sich dann wieder in ihre Ausgangsstellung zurückzuziehen. Dies wurde einige Male wiederholt, um die Demonstranten einzuschüchtern und zur Aufgabe zu bewegen. Es kam zu Handgemengen zwischen den Demonstranten und Polizisten, bei denen es viele Verletzte gab.

## Festnahmen und Gerichtsurteile
Die KMT-Behörden nahmen den Vorfall zum Anlass, um praktisch alle namhaften Oppositionsführer zu verhaften. Nach zwei Monaten in Isolationshaft wurde ihnen der Prozess gemacht. Die im Anschluss an den Vorfall verurteilten Personen lassen sich in drei Gruppen teilen:
1. Die „Acht von Kaohsiung“. Es handelt sich hierbei um die acht prominentesten in den Vorfall verwickelten Dissidenten: Huang Hsin-chieh, Shih Ming-teh, Yao Chia-wen, Chang Chun-hung, Lin Yi-hsiung, Annette Lu, Chen Chu und Lin Hung-hsuan. Sie wurden im April 1980 von einem Militärgericht zu Freiheitsstrafen von 12 Jahren bis hin zu lebenslänglich verurteilt. Einer der Anwälte der Verteidigung war der spätere Präsident Chen Shui-bian.
2. Die „33 von Kaohsiung“, Nebenfiguren, die an der Demonstration teilgenommen hatten. Sie kamen vor ein ziviles Gericht und wurden zu Gefängnisstrafen von 2 bis 6 Jahren verurteilt.
3. Weitere 10 Personen, die mit der presbyterianischen Kirche in Verbindung standen, wurden beschuldigt, Shih Ming-teh Unterschlupf gewährt zu haben. Kao Chun-ming, der Generalsekretär der Presbyterianischen Kirche, wurde zu sieben Jahren Haft verurteilt, die anderen erhielten geringere Strafen. Shih Ming-tehs Frau, eine amerikanische Staatsbürgerin, wurde in die USA abgeschoben.
Die Zeitschrift Formosa wurde verboten und in der Folge wurden weitere mit der Zeitschrift in Verbindung stehende Personen verhaftet.

## Morde an der Familie Lin
Weil Lin Yi-hsiung, einer der „Acht von Kaohsiung“, im Gefängnis misshandelt wurde, richtete seine Frau, die ihn besucht hatte, am 27. Februar 1980 einen Hilferuf an das Büro der Organisation Amnesty International in Osaka. Am nächsten Tag wurden Lins Mutter und seine zwei sieben Jahre alten Zwillingstöchter in ihrer Wohnung von Unbekannten erstochen. Lins älteste Tochter, zu dieser Zeit neun Jahre alt, überlebte das Attentat, von dreizehn Messerstichen verletzt. Auch Lins Frau, die zum Zeitpunkt der Tat nicht zu Hause war, entging dem Anschlag. Die Behörden gaben an, nichts über den Tathergang zu wissen, obwohl das Haus der Familie zum Zeitpunkt der Tat unter 24-stündiger polizeilicher Überwachung stand.

## Medienberichte
Die von der KMT-Regierung gesteuerten Medien schilderten die Teilnehmer an der Demonstration als gewalttätig und beschuldigten sie der Zusammenarbeit mit der Kommunistischen Partei Chinas und damit, die Unabhängigkeit Taiwans zu betreiben. Das Ereignis hatte internationale Aufmerksamkeit hervorgerufen, so dass in ausländischen Medien von der amtlichen Version abweichende Berichte veröffentlicht wurden. Zudem riefen die Morde an der Familie Lin, über die auch in Taiwan berichtet wurde, Bitterkeit und Empörung hervor.

## Auswirkungen
Die Verhaftungswelle gegen die führenden Oppositionellen war kurzfristig ein schwerer Schlag für die taiwanische Demokratiebewegung. Auf lange Sicht wurde der Kaohsiung-Vorfall zu einem Wendepunkt. Schon vor dem Vorfall hatte eine wachsende taiwanische Mittelschicht der Einparteien-Diktatur der KMT zunehmend kritischer gegenübergestanden. Der Aufmerksamkeit erregende Kaohsiung-Vorfall und die Geschehnisse um die Familie Lin erzeugten weiteren Unwillen. Gleichzeitig begannen auch gemäßigte Teile der KMT, die Notwendigkeit von Reformen einzusehen. Auch die USA, die trotz dem Abbruch der diplomatischen Beziehungen im Rahmen der Anerkennung der Volksrepublik China an einem stabilen Taiwan als Gegengewicht dazu interessiert waren, drängten das Regime zu Reformen.
In den Jahren nach dem Kaohsiung-Vorfall setzte ein langsamer Reformprozess ein. Im Ausland gründeten sich Netzwerke taiwanischer Demokratiebefürworter, die das zähe Ringen der Oppositionellen mit der Staatsgewalt unterstützten. Schritt für Schritt lockerte die Regierung die Diktatur. Die nach dem Vorfall festgenommenen Oppositionellen wurden zwischen 1986 und 1990 freigelassen, 1987 wurde das Kriegsrecht aufgehoben und die Bildung von Oppositionsparteien erlaubt.
Viele der nach dem Kaohsiung-Vorfall inhaftierten Personen und ihrer Sympathisanten traten der 1986 gegründeten Demokratische Fortschrittspartei (DPP) bei und machten politische Karriere. Chen Shui-bian, der als Anwalt die „Acht von Kaohsiung“ vor Gericht verteidigt hatte, wurde als erster DPP-Kandidat zum Präsidenten der Republik China gewählt; seine Vize-Präsidentin, Annette Lu, war eine der „Acht von Kaohsiung“. Chen Chu war von 2006 bis 2018 die amtierende Bürgermeisterin der Stadt Kaohsiung.